# Масообмін
Масообмін (рос. массообмен, англ. mass exchange, mass transfer, нім. Stoffaustausch m, Massenaustausch m) — перенесення речовини з однієї фази в іншу у нерівноважних бінарних або багатокомпонентних системах.
Включає перенесення речовини від границі розділу фаз всередину фази і перенесення речовини із однієї фази в іншу через поверхню розділу фаз. Розрізняють еквімолярний масообмін, при якому через поверхню розділу у протилежних напрямках переноситься одна кількість компонентів, і нееквімолярний. Рушійна сила масообмін — різниця хімічних потенціалів компонентів.
Масообмін — основа ректифікації, дистиляції, абсорбції, екстракції, розчинення та інших процесів.